# Shire of Nillumbik
Shire of Nillumbik is een Local Government Area (LGA) in Australië in de staat Victoria. Het maakt deel uit van de agglomeratie van Melbourne. Shire of Nillumbik telt 63.827 inwoners. Het bestuur zetelt in Greensborough.